# Марія I (герцогиня Бургундії)
Марія Бургу́ндська (фр. Marie duchesse de Bourgogne, 13 лютого 1457 — 27 березня 1482) — з 1477 герцогиня Бургундії, графиня Голландії, Ено і Намюра, єдина дочка і спадкоємиця герцога Бургундського Карла Сміливого.

## Біографія
Володіла двома мовами — французькою та нідерландською. Після загибелі батька в січні 1477 успадкувала престол герцогів Бургундських, що дозволило їй стати однією з найбажаніших наречених Європи тих років. Спадщина Марії охоплювала райони нинішньої північно-східної Франції (Бургундію, значну частину Лотарингії і Ельзасу), а також Франш-Конте, Фландрію, Ено і Брабант. Однак володіння перебували в катастрофічному економічному стані і Бургундським герцогством (західною частиною Бургундії) силоміць заволодів французький король Людовик XI. Щоб виправдати захоплення земель, Людовик запропонував двадцятирічній Марії стати дружиною його семирічного сина дофіна Карла. Але значна частина підданих герцогині була проти французького панування. В цей час знайшовся ще один претендент на руку Марії — Максиміліан Габсбург, син імператора Фрідріха III. Як результат, у Марії, яка вийшла заміж 14 серпня 1477 в Генті за ерцгерцога Максиміліана Габсбурга (згодом імператор Священної Римської імперії Максиміліан I), залишилися Вільне графство Бургундське (Франш-Конте) та Нідерланди. Таким чином, ці володіння увійшли до складу фамільних володінь дому Габсбургів. Також до нащадків Марії перейшов і орден Золотого руна, заснований її дідом, бургундським герцогом Філіпом Добрим, в 1429.
Марія померла 1482 року в 25-річному віці, внаслідок падіння з коня під час соколиного полювання, будучи вагітною. Філіп де Коммін в «Мемуарах» пише:

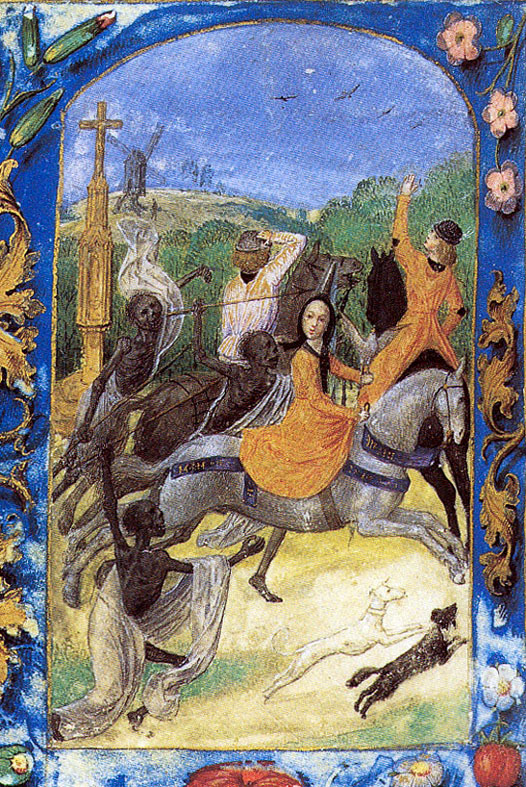
Марія Бургундська на фатальному полюванні, переслідувана смертю (мініатюра з часослова, розпочатого для Марії і закінченого вже для Максиміліана

«Кінь, на якому вона їздила, був гарячий і скинув її на велику колоду. Деякі кажуть, правда, що вона впала в нападі гарячки. Але хай там як, трохи днів по тому після падіння вона померла, і це було велике горе для її підданих і друзів, бо після її смерті вони більше не знали миру: адже народ Гента її почитав набагато більше ніж чоловіка, оскільки вона була власницею країни.»
Марія Бургундська похована в церкві Богоматері в Брюгге поруч зі своїм батьком Карлом Сміливим.

## Сімейні відносини
Збереглися листи Максиміліана до друга Зігмунда Прюшенка. В одному з них міститься опис зовнішності його майбутньої дружини: «Це дама вродлива, благочестива, доброчесна, якою я, дякувати Господу, вельми задоволений. Статурою тендітна, з білосніжною шкірою; волосся каштанове, маленький ніс, невелика голівка, невеликі риси обличчя; очі карі й сірі одночасно, ясні й красиві. Нижні повіки трохи припухлі, як ніби вона щойно після сну, але це ледь помітно. Губи трохи повненькі, але свіжі й червоні. Це найвродливіша жінка, яку я коли-небудь бачив».
На весіллі наречена була в золотій сукні, наречений — у срібних обладунках.
Після одруження Максиміліан з дружиною влаштували «спільну спальню» — рідкісне явище в знатних родинах того часу, де подружжя зазвичай в одному ліжку не спали.
Чоловік пережив Марію на тридцять сім років і, згідно Куспініану, всі ці роки «не міг втриматися від сліз, згадуючи про неї». Він замовляв її портрети, карбував монети та медалі з її зображенням, а також зробив героїнею двох своїх творів — Teuerdank і Weisskunig

## Родина
Чоловік — Максиміліан Габсбург, ерцгерцог Австрійський
Діти:
- Філіп I Вродливий, якому було в момент загибелі матері чотири роки, продовжив дім Габсбургів і став родоначальником обох його гілок: він був батьком (шлюб із кастильскою принцесою Іоанною) імператорів Карла V (нащадка іспанських Габсбургів) і Фердинанда I (нащадка австрійських Габсбургів); обидві гілки зберігали фамильні права на Нідерланди та інші бургундські володіння.
- Маргарита — штатгальтер Іспанських Нідерландів.
- Франциск (1481)
- Ненароджена дитина (1482)

## Фільми
- Серіал «Максиміліан та Марія Бургундська» (2017)
- Серіал «Біла принцеса» (2017) (1 епізод)